# Etropus ciadi
Etropus ciadi is een  straalvinnige vissensoort uit de familie van schijnbotten (Paralichthyidae). De wetenschappelijke naam van de soort is voor het eerst geldig gepubliceerd in 2005 door van der Heiden & Plascencia González.
De soort staat op de Rode Lijst van de IUCN als niet bedreigd, beoordelingsjaar 2007.